# Otona ni Narutte Muzukashii!!!
"Otona ni Narutte Muzukashii!!!" (オトナになるって難しい!!!; "Tornarmo-nos adultos é dificil!!!") é o quarto e último single indie das S/mileage, do Hello! Project. O single foi lançado em 14 de Março de 2010 e foi usado como encerramento do anime "Hime Chen! Otogi Chikku Idol Lilpri", no qual três dos membros do grupo (à excepção de Saki) dão a voz às personagens principais do anime.

## Faixas

### CD
1. "Otona ni Narutte Muzukashii!!!" (オトナになるって難しい!!!; "Tornarmo-nos adultos é dificil!!!")
2. "Otona ni Narutte Muzukashii!!! (Instrumental)"

### Single V (DVD)
1. Otona ni Narutte Muzukashii!!! (MUSIC CLIP) (オトナになるって難しい!!! (MUSIC CLIP))
2. Making of (メイキング映像)

## Membros do Grupo
- Wada Ayaka
- Fukuda Kanon
- Yuuka Maeda
- Ogawa Saki

## Posições no Oricon
| Segunda | Terça | Quarta | Quinta | Sexta | Sabado | Domingo | Lugar | Vendas | Total de Vendas |
| ------- | ----- | ------ | ------ | ----- | ------ | ------- | ----- | ------ | --------------- |
| #13     | --    | #30    | --     | --    | --     | --      | #42   | *1,324 | *1,324          |
| --      | --    | --     | --     | --    | --     | --      | #162  | **,342 | *1,666          |
| #10     | --    | --     | --     | --    | --     | --      | #82   | **,624 | *2,290          |

- O single atingiu a posição #1 no Top de singles indies;

## Performances em Concertos
- Hello! Project 2010 WINTER Kachou Fuugetsu ~Mobekimasu!~
- 2010nen Hello! Pro Egg Norimen LIVE 2gatsu
- Special Joint 2010 Haru ~Kansha Mankai! Mano Erina 2 Shuunen Totsunyuu & S/mileage Major Debut e Sakura Sake! Live~